# Carthago delenda est

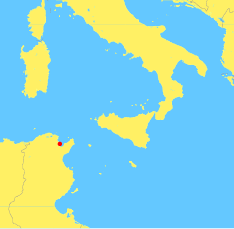
La ubicación de Cartago en el norte de África.

Carthago delenda est (‘Cartago debe ser destruida’) o Ceterum censeo Carthaginem esse delendam (‘Además opino que Cartago debe ser destruida’) es una famosa locución latina. La frase se atribuye a Catón el Viejo, quien, según fuentes antiguas, la pronunciaba cada vez que finalizaba sus discursos —incluso aquellos que no tenían ninguna relación con el tema— en el Senado romano durante los últimos años de las guerras púnicas, en la década de 150 a. C.
Ninguna fuente antigua establece exactamente la forma en que pronunciaba realmente la frase, que se escribe en la actualidad de dos formas distintas: Carthago delenda est o la más completa Ceterum censeo Carthaginem esse delendam ("Además opino que Cartago debe ser destruida").

## Contexto histórico
Aunque Roma tuvo éxito en las dos primeras guerras púnicas, ya que compitió por el dominio de la ciudad-estado púnica de Cartago en el norte de África (actual Túnez), sufrió una serie de humillaciones y reveses perjudiciales en el curso de estos compromisos, especialmente en la Batalla de Cannas en 216 a. C. No obstante, Roma consiguió ganar la segunda guerra púnica gracias a Escipión el Africano en 201 a. C. Tras su derrota, Cartago dejó de ser una amenaza para Roma y quedó reducida a un pequeño territorio que equivalía a lo que hoy es el noreste de Túnez.
Sin embargo, Catón el Censor visitó Cartago en el año 152 a. C. como miembro de una embajada senatorial, que fue enviada para arbitrar un conflicto entre la ciudad púnica y Masinisa, el rey de Numidia. Catón, un veterano de la segunda guerra púnica, quedó sorprendido por la riqueza de Cartago, que consideraba peligrosa para Roma. Por ello, pidió implacablemente su destrucción y terminaba todos sus discursos con esa frase, incluso cuando el debate versaba sobre un asunto completamente distinto. Sin embargo, el Senado se negó a seguirle, especialmente Publio Cornelio Escipión Nasica Córculo, el yerno de Escipión Africano y el senador más influyente. Córculo se oponía a la guerra para preservar la unidad romana y argumentaba que el miedo a un enemigo común era necesario para mantener al pueblo bajo control. Al igual que Catón, terminaba todos sus discursos con la misma frase: "Cartago debe ser salvada" (Carthago servanda est).
Catón ganó finalmente el debate después de que Cartago atacara a Masinisa, lo que dio un casus belli a Roma, ya que el tratado de paz de 201 a. C. impedía a Cartago declarar la guerra sin el consentimiento de Roma En 146 a. C., Cartago fue arrasada por Escipión Emiliano, nieto de Africano, y toda la población que quedaba fue vendida como esclava. África se convirtió entonces en una provincia romana. La idea de que las fuerzas romanas sembraron entonces la ciudad de sal es una invención del siglo XIX.